# Championnat de Lettonie de football 2004
Navigation
Saison précédente Saison suivante
La saison 2004 du Championnat de Lettonie de football était la 14e édition de la première division lettone. La Virsliga regroupe les 8 meilleurs clubs lettons au sein d'une poule unique qui s'affrontent 4 fois durant la saison, deux fois à domicile et deux fois à l'extérieur. À l'issue du championnat, le club classé dernier est relégué en deuxième division tandis que l'avant-dernier dispute un barrage face au 2e de D2.
C'est le Skonto Riga, champion de Lettonie depuis 13 saisons, qui remporte une nouvelle fois la compétition en terminant la saison en tête du championnat. C'est le 14e titre -consécutif- de champion de Lettonie de son histoire. Cette série de titres de champion est un record mondial, seulement approché par Rosenborg BK, en Norvège avec 13 titres consécutifs. Le Skonto Riga est en revanche de nouveau battu en finale de la Coupe de Lettonie par le FK Ventspils, comme la saison passée.
Le club de FK Gauja doit déclarer forfait pour raisons financières et laisser sa place au FC Ditton Daugavpils, qui n'avait terminé que 3e la saison dernière en deuxième division.

## Les 8 clubs participants
| - Skonto Riga - FK Riga - Dinaburg FC - FK Liepajas Metalurgs | - Auda Riga - FC Ditton Daugavpils - Promu de D2 - FK Jurmala - Promu de D2 - FK Ventspils |

## Compétition

### Classement
Le barème de points servant à établir le classement se décompose ainsi :
- Victoire : 3 points
- Match nul : 1 point
- Défaite : 0 point

| Rang | Équipe                   | Pts | J  | G  | N  | P  | Bp | Bc | Diff |
| ---- | ------------------------ | --- | -- | -- | -- | -- | -- | -- | ---- |
| 1    | Skonto Riga (T)          | 69  | 28 | 22 | 3  | 3  | 65 | 18 | +47  |
| 2    | FK Liepājas Metalurgs    | 66  | 28 | 21 | 3  | 4  | 85 | 27 | +58  |
| 3    | FK Ventspils (C)         | 55  | 28 | 16 | 7  | 5  | 64 | 28 | +36  |
| 4    | Dinaburg FC              | 36  | 28 | 10 | 6  | 12 | 35 | 36 | -1   |
| 5    | FK Jurmala (P)           | 34  | 28 | 8  | 10 | 10 | 30 | 33 | -3   |
| 6    | FK Riga                  | 27  | 28 | 6  | 9  | 13 | 32 | 43 | -11  |
| 7    | FC Ditton Daugavpils (P) | 26  | 28 | 7  | 5  | 16 | 20 | 62 | -42  |
| 8    | Auda Riga                | 1   | 28 | 0  | 1  | 27 | 13 | 97 | -84  |

|  | Qualification pour la Ligue des champions 2005-2006                                |
|  | Qualification pour la Coupe UEFA 2004-2005                                         |
|  | Qualification pour la Coupe UEFA 2005-2006                                         |
|  | Qualification pour la Coupe Intertoto 2005                                         |
|  | Participation au barrage de promotion-relégation                                   |
|  | Relégation en deuxième division                                                    |
|  | (T) Tenant du titre (C) Vainqueur de la Coupe de Lettonie (P) Promu de 2e division |

### Matchs

#### Barrage de promotion-relégation
Le 7e de D1 rencontre le 2e de D2 lors de matchs aller-retour pour tenter de conserver sa place en élite la saison prochaine.
| Équipe 1      | Résultat | Équipe 2                  | Aller | Retour |
| ------------- | -------- | ------------------------- | ----- | ------ |
| FK Venta (D2) | 2 - 0    | FC Ditton Daugavpils (D1) | 1 - 0 | 1 - 0  |

## Bilan de la saison
| Championnat de Lettonie de football 2004 |                            |
| Champion                                 | Skonto Riga (14e titre)    |
| Coupes et trophées                       |                            |
| Vainqueur de la Coupe de Lettonie 2004   | FK Ventspils               |
| Qualifications continentales             |                            |
| Ligue des champions 2005-2006            | Skonto Riga                |
| Coupe UEFA 2004-2005                     | FK Ventspils               |
| Coupe UEFA 2005-2006                     | FK Liepajas Metalurgs      |
| Coupe Intertoto 2005                     | Dinaburg FC                |
| Promotions et relégations                |                            |
| Promus en Virsliga                       | Zibens/Zemessardze Ilukste |
| Promus en Virsliga                       | FK Venta                   |
| Relégués en Latvian First League         | Auda Riga                  |
| Relégués en Latvian First League         | FC Ditton Daugavpils       |